# غايل كينغ
غايل كينغ (بالإنجليزية: Gayle King)‏ هي مقدمة برامج إذاعية وصحفية أمريكية، ولدت في 28 ديسمبر 1954 في تشيفي تشايس ‏ في الولايات المتحدة.

## وصلات خارجية
- غايل كينغ على موقع IMDb (الإنجليزية)
- غايل كينغ على موقع ميوزك برينز (الإنجليزية)
- غايل كينغ على موقع إن إن دي بي (الإنجليزية)
- غايل كينغ على موقع قاعدة بيانات الفيلم (الإنجليزية)